# قائمة ألعاب دراغون بول
- جامب أولتميت ستارز[1]
- جامب فورس
- جاي-ستارز فيكتوري فيرسيس
- دراغون بول الكون الغامض
- دراغون بول زد: كاكاروت
- دراغون بول زيت: أتاك أوف ذا ساينز
- دراغون بول فايترز
- دراغون بول هيروز
- دراغون بول: ألتمت بلاست
- دراغون بول: ريجنغ بلاست 2
- دراغون بول: ريجنق بلاست
- فاميكوم جومب 2: سايكيو نو شيشينين
- فاميكوم جومب: هيرو ريتسودن
- ملعب المعركة د.و.ن